# Makarios Hebler
Makarios Hebler OSB (* 20. Juni 1950 in Essen als Harald Hebler; † 28. Oktober 2017 in Tiberias, Israel) war Benediktiner und Abt der Benediktinerabtei Tholey und später Pfarrer.

## Leben
Makarios (Harald) Hebler wurde als Sohn der Eheleute Margarethe (geb. Strünck) und Karl-Heinz Hebler in Essen geboren. Sein Abitur machte er bei den Steyler Missionaren in Geilenkirchen. Im Jahr 1971 trat er in die Abtei Tholey ein, die unter der Leitung des damaligen Abtes Petrus Borne stand. Er begann im Jahr darauf sein Noviziat. Dabei erhielt er den Ordensnamen Makarios nach dem ägyptischen Mönch des 4. Jahrhunderts. Im Jahr 1973 legte er die zeitlichen Ordensgelübde und am 19. April 1976 die ewige Gelübde in die Hände des damaligen Priors und späteren Tholeyer Abtes Hrabanus Heddergott ab.
Seit dem Jahr 1973 hatte Hebler die Fächer Theologie und Philosophie in Salzburg studiert. Im Jahr 1975 wechselte er zum Studium der Theologie nach Freiburg im Üechtland. Das Theologiestudium beendete Hebler im Jahr 1980 mit dem Lizentiat im Fach Bibeltheologie. Anschließend ging er im selben Jahr für ein knappes Jahr zu den Benediktinern nach Hautecombe am Lac du Bourget in den französischen Alpen, um seine Französischkenntnisse aufzubessern.
Am 6. Dezember 1981 wurde Makarios Hebler von Bischof Hermann Josef Spital zum Priester geweiht und amtierte danach als Cellerar/Ökonom und Novizenmeister des Klosters Tholey. Am 11. März 1985 wurde er mit 35 Jahren zum jüngsten Abt im deutschsprachigen Raum gewählt und am 21. April 1985 erhielt er von Bischof Spital die Abtsbenediktion. Als seinen Leitspruch wählte Hebler „Fide et Patientia – In Glaube und Geduld“. Hebler leitete den Tholeyer Konvent 23 Jahre lang. Er führte den unter den Äbten Petrus Borne und Hrabanus Heddergott begonnenen Umbau des Klosters Tholey weiter. Darüber hinaus ließ er das Freizeithaus der Abtei renovieren, leitete den Neubau des Tholeyer Kindergartens und ließ den Kirchturm und die Kirchenheizung sanieren. In der Tholeyer Grundschule unterrichtete er das Fach katholische Religionslehre. Zu den Aufgaben als Abt kamen auch Aufgaben im Bereich des Benediktinerordens. Mehr als ein Jahrzehnt hatte er die Leitung und Herausgabe der Studia Regulae Benedicti – interdisziplinäre Studien zur Klosterregel des hl. Benedikt inne.
Im November 1997 wurde Hebler Pfarrer von Tholey. Dieses Amt verlor er im Zuge einer Umorganisation der Pfarreien im Bistum Trier. Am 31. August 2008 übergab Hebler die Klosterleitung an den Tholeyer Prior Mauritius Choriol, der damit zum Prior-Administrator wurde. Dazu hatten Hebler gesundheitliche Gründe wie Diabetes und eine Herzerkrankung gezwungen. Makarios Hebler wollte der Abtei einen Neuanfang ermöglichen, da die finanzielle Lage des Klosters derart angespannt war, dass das Kloster im Jahr 2008 kurz vor dem finanziellen Ruin stand. Darüber hinaus sollte das Verhältnis zur Pfarrgemeinde Tholey neu definiert werden.
Nach der Resignation seines Abbatiates verbrachte Hebler ein Sabbatjahr in der Benediktinerabtei Michaelbeuern im Salzburger Land. Im September 2009 wurde er Pfarradministrator von Batzhausen, Daßwang mit Expositur Hamberg, Eichenhofen, Kemnathen und Seubersdorf. Im Jahr 2010 gab er Hamberg ab und übernahm dafür Wissing. Im Mai 2017 wurde Hebler dann Leiter des Pfarrverbands Seubersdorf. Er spendete auch die Firmung in vielen Pfarreien des Bistums Eichstätt.
Am 28. Oktober 2017 starb Hebler im Alter von 67 Jahren während einer Wallfahrt ins heilige Land in Tiberias am See Genezareth und wurde am 25. November 2017 auf Wunsch seiner Familie und der gesetzlichen Erben nicht auf dem Klosterfriedhof in Tholey, sondern auf dem Friedhof von Seubersdorf in der Oberpfalz  beigesetzt. In der Äbtegruft der Tholeyer Abteikirche soll Abt Makarios eine Gedenkplatte erhalten.